# Plassenburg

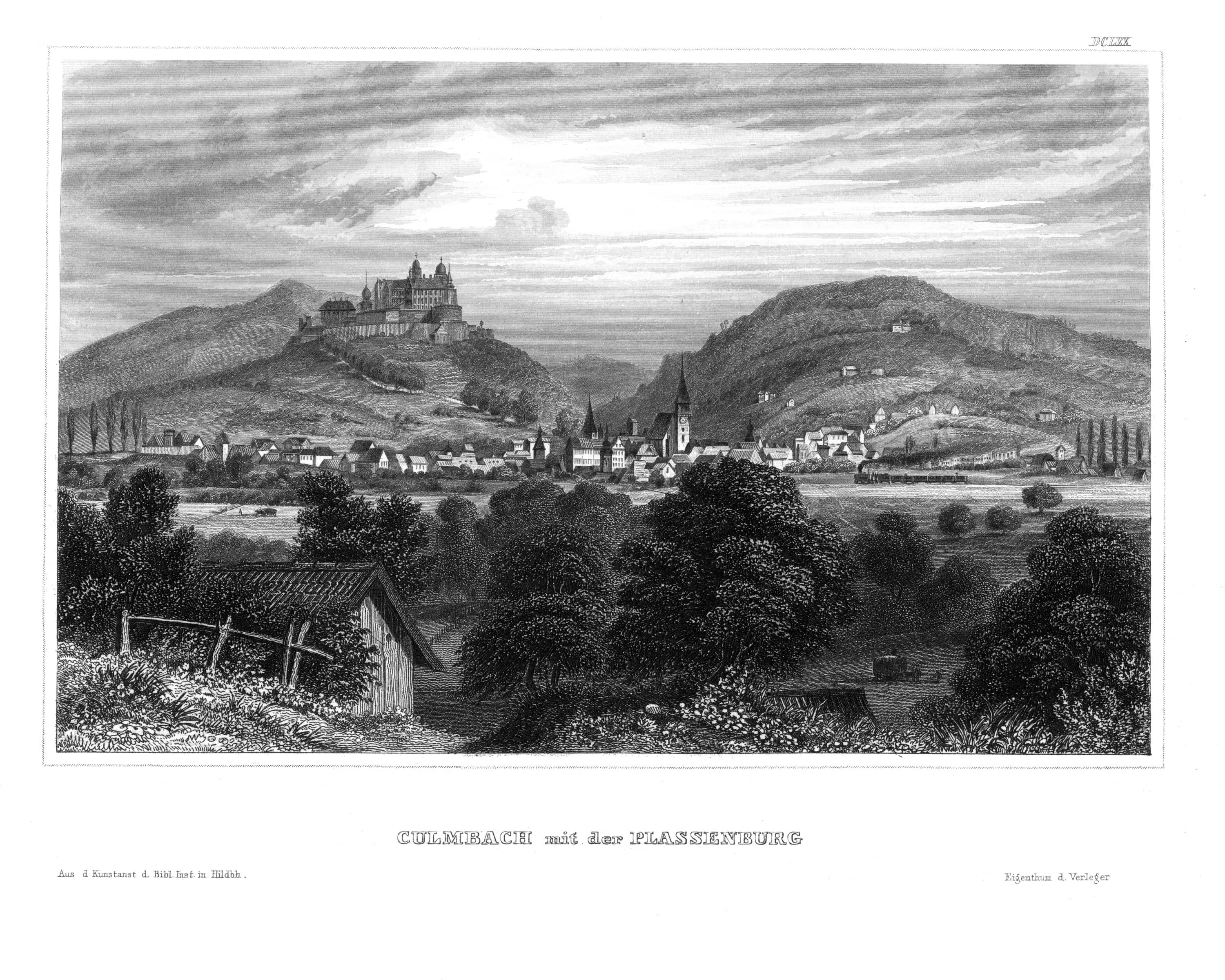
Historyczny widok Kulmbach z dominującym nad miastem zamkiem Plassenburg

Plassenburg – zamek w mieście Kulmbach w Bawarii. Jeden z najbardziej imponujących zamków w Niemczech – przez wiele lat uważano, że Plassenburg to modelowa budowa twierdzy. Dzięki temu, że został zbudowany na wzniesieniu jest jednym z najlepszych miejsc orientacyjnych miasta.
Pierwsze wzmianki historyczne o budowli pochodzą z roku 1135, kiedy Berthold II von Andechs był wspominany jako  comes de Plassenberch. Rodzina Plassenbergów, rezydująca w zamku Plassenburg, zaliczała się do ministeriałów hrabiów Andechs (później książąt Andechs-Meranien). Od Gundeloha von Blassenberg (Plassenberg) wywodzi swe korzenie (od 1149 r.) prominentny frankoński ród szlachecki Guttenbergów. Nazwisko „Guttenberg” pochodzi od nazwy frankońskiej miejscowości Guttenberg (dziś w powiecie Kulmbach) i zostało przyjęte przez Heinricha von Blassenberg ok. 1310 r.
Od 1340 r. miastem Kulmbach władali Hohenzollernowie, początkowo jeszcze tylko jako burgrabiowie Norymbergi, zaś zamek Plassenburg aż do roku 1604 był ośrodkiem, z którego rządzili swymi terytoriami we Frankonii. W połowie XVI w. kolejny władca Plassenburga, margrabia Kulmbach Albrecht Alcybiades Hohenzollern, awanturnik okresu wojen religijnych w Niemczech, usiłował zdobyć dominującą pozycję we Frankonii. Wszedł w ostry spór z tzw. „związkiem frankońskim”, kierowanym przez księcia saskiego Maurycego Wettina. Został jednak pokonany w bitwie pod Sievershausen (1553), a następnie wyparty z Frankonii. Sam zamek został zniszczony w 1554 r.
W następnych latach zamek został odbudowany przez architekta Caspara Vischera w stylu późnorenesansowym w formie wielkiego pałacu-twierdzy. W 1792 margrabia Aleksander sprzedał Plassenburg swojemu kuzynowi, Fryderykowi Wilhelmowi II, królowi Prus. Armia francuska połączona z siłami bawarskimi pod dowództwem Hieronima Bonaparte, brata Napoleona, prowadziła oblężenie Plassenburga w 1806. W roku 1810 Kulmbach weszło w skład Królestwa Bawarii, a zamek był wykorzystywany jako więzienie i jako szpital wojskowy.
Podczas drugiej wojny światowej twierdza wykorzystywana była jako ośrodek szkoleniowy i wypoczynkowy Organizacji Todt. Obecnie jest to muzeum i miejsce imprez kulturalnych. W twierdzy znajduje się znacząca liczba pruskich artefaktów wojskowych oraz duża kolekcja portretów. W zamku znajduje się największe na świecie muzeum figurek cynowych. Kolekcja liczy ponad 300 tysięcy 31 mm figurek, prezentujących historię świata od czasów antycznych do wieku XIX. 
Co dwa lata w latach nieparzystych latem  odbywają się figurowe  targi kolekcjonerskie. 

## Galeria

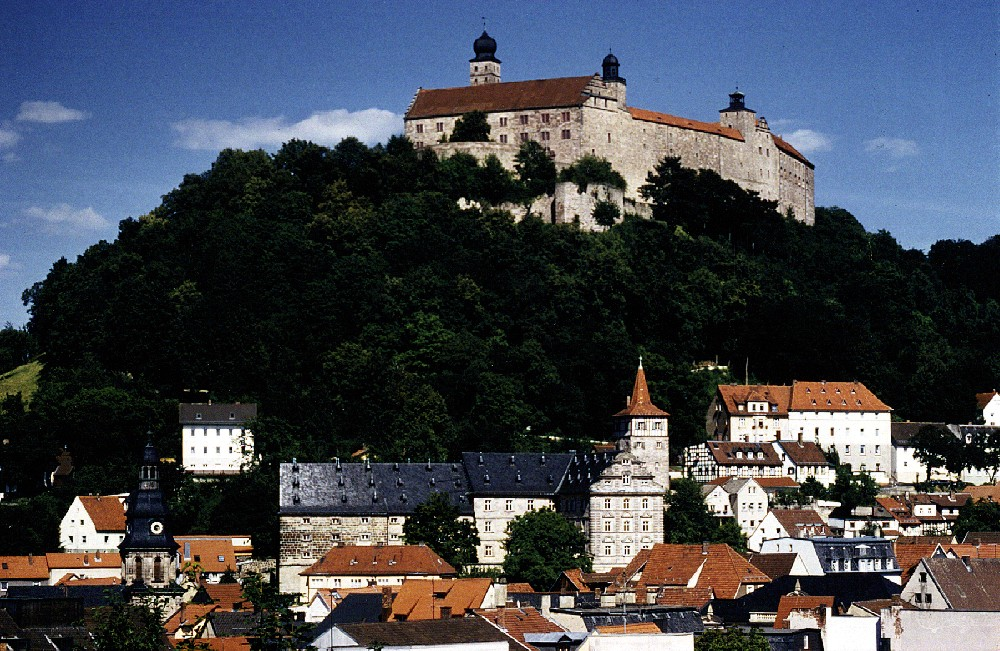
Zamek Plassenburg
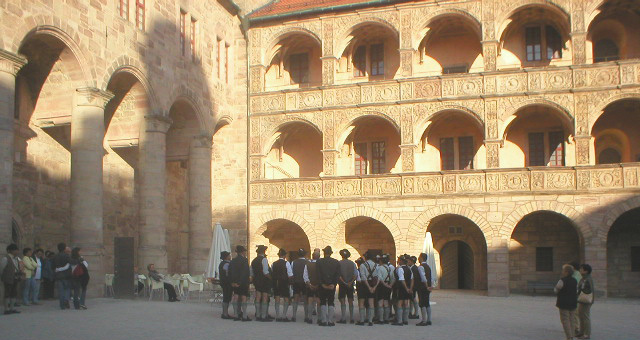
Dziedziniec
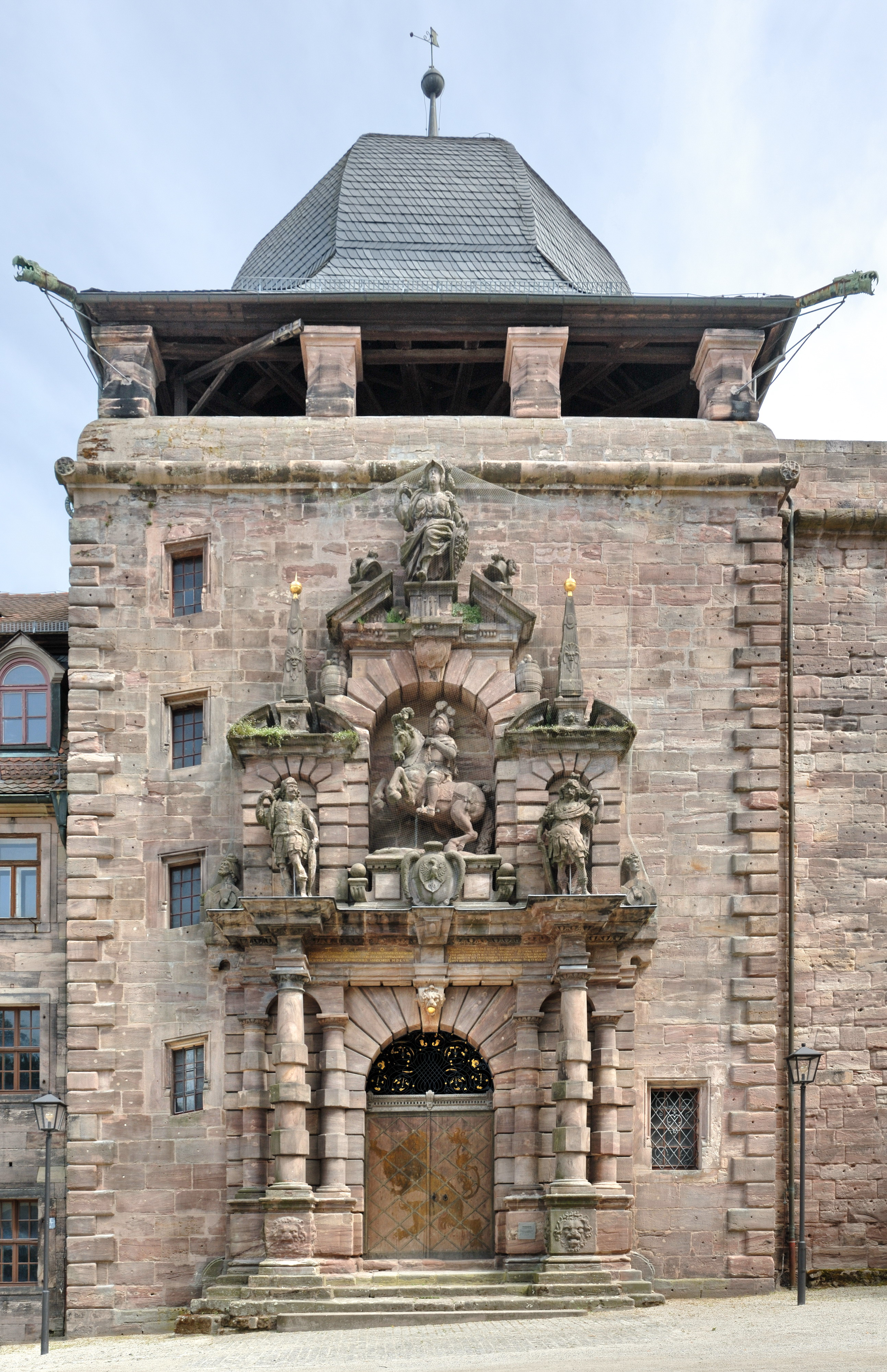
Portal nad wejściem głównym
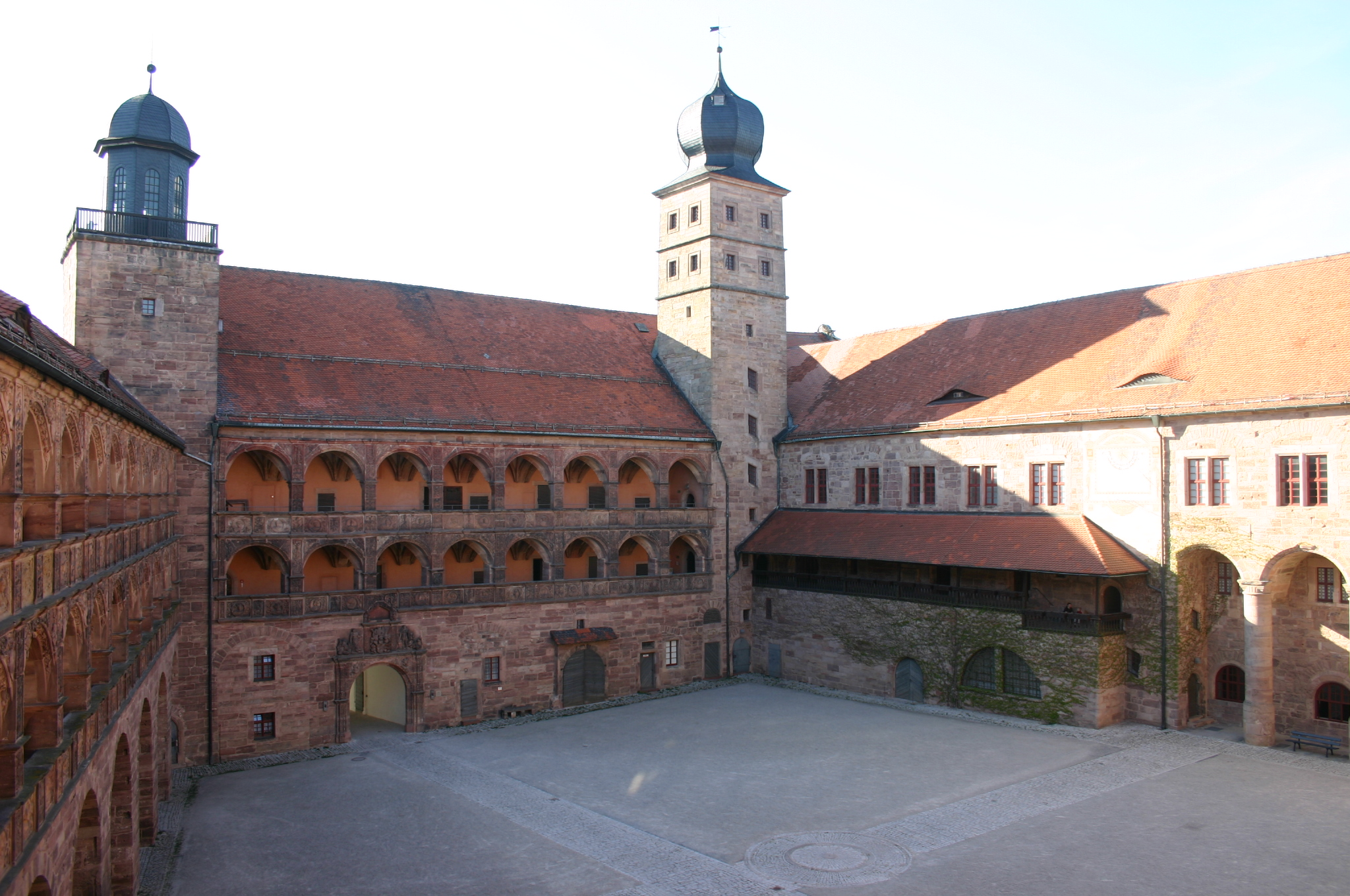
Widok z arkadami na dziedzińcu
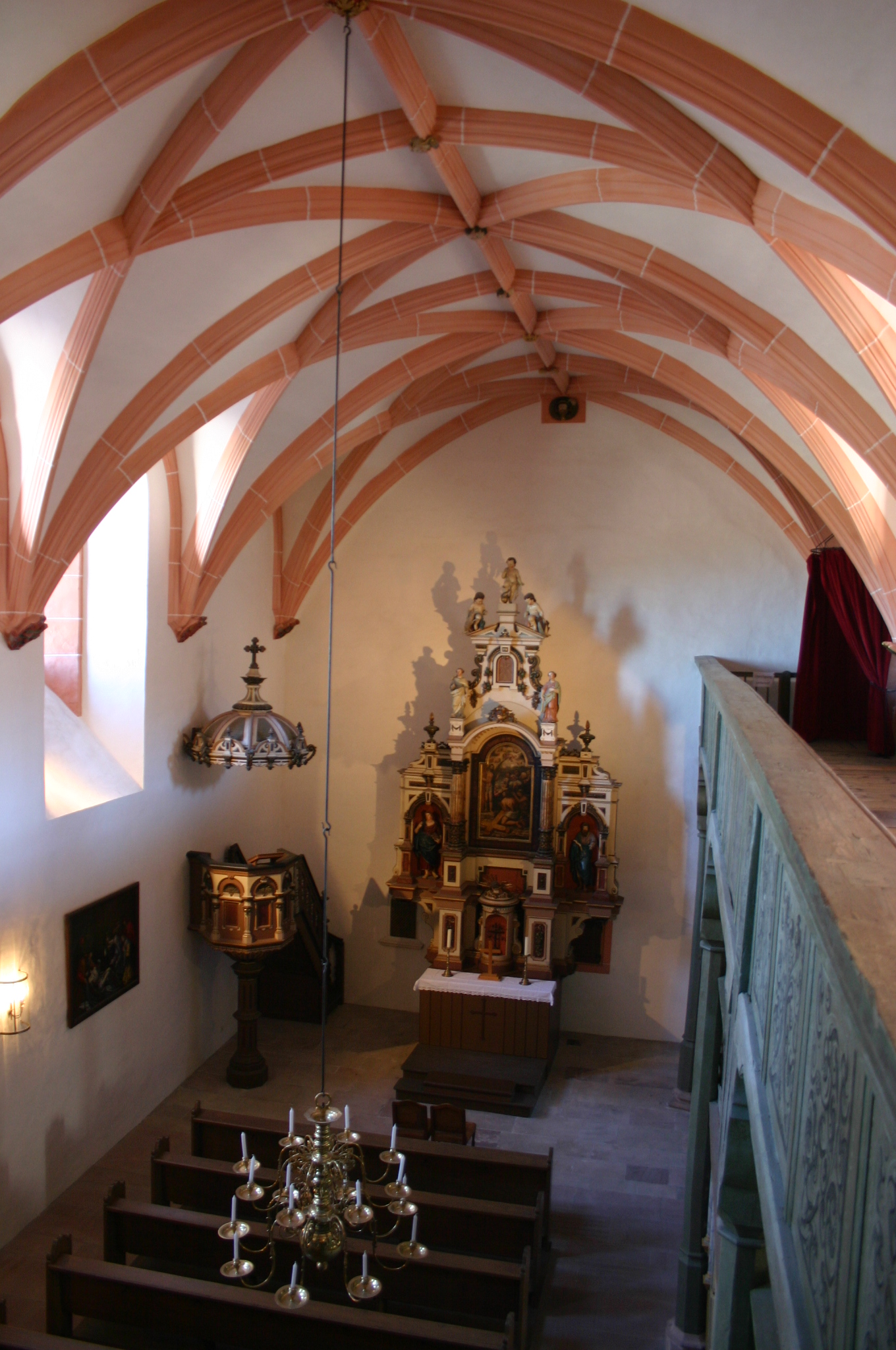
Kościół Plassenurg